# Jan van der Hoeve
Jan van der Hoeve (ur. 13 kwietnia 1878 w Santpoort, zm. 26 kwietnia 1952 w Lejdzie) – holenderski lekarz okulista. Jako jeden z pierwszych zauważył podobieństwo chorób, współcześnie łączonych w grupę fakomatoz. Przedstawił też jeden z pierwszych opisów zespołu Waardenburga.

## Życiorys
Ukończył studia medyczne na Uniwersytecie w Lejdzie, tytuł doktora medycyny otrzymał w 1903 na Uniwersytecie w Bernie. Był od 1913 profesorem okulistyki na Uniwersytecie w Groningen, a następnie od 1918 wykładał na macierzystej uczelni w Lejdzie. Od 1923 był członkiem Królewskiej Holenderskiej Akademii Sztuk i Nauk. 